# Ergot du sorgho
L'ergot du sorgho, ou « maladie sucrée », est une maladie fongique qui affecte le sorgho commun (sorghum bicolor), mais aussi d'autres espèces de graminées, causée par trois espèces de champignons ascomycètes, Claviceps africana, Claviceps sorghi et Claviceps sorghicola.
Cantonnée à l'origine à l'Afrique et à l'Asie, cette maladie s'est répandue depuis les années 1990 en Amérique et en Australie.
L'ergot du seigle attaque exclusivement les ovaires non pollinisés. Il se manifeste par le développement dans les fleurons infectés d'un tissu mycélien qui sécrète un miellat sucré visqueux qui peut recouvrir l'ensemble de la panicule, puis évolue en forme de sclérote dur dépassant les glumes de 15 mm environ.
Cette maladie entraîne une diminution des rendements et de la qualité des grains. Elle affecte particulièrement la production de graines hybrides en colonisant préférentiellement les lignées mâles-stériles non protégées par la pollinisation.
L'ingestion de plantes infectées présente des risques pour le bétail. Bien que ces effets, dus aux alcaloïdes produits par les champignons soient généralement considérés comme mineurs, des études récentes ont montré qu'ils pouvaient réduire la production de viande et de lait chez les bovins et augmenter la mortalité des porcelets chez les porcins par suite de symptômes d'agalaxie des truies,.

## Plantes hôtes
L'hôte primaire de la maladie est le sorgho cultivé (Sorghum bicolor) qui peut être infecté par les trois espèces du champignon phytopathogène.  
Le sorgho d'Alep (Sorghum halepense) et d'autres espèces du genre Sorghum  (Sorghum arundinaceum, Sorghum sudanense, Sorghum versicolor, Sorghum virgatum), sont considérées comme des hôtes secondaires. Ce statut est confirmé par des expériences d'infection par inoculation artificielle. C'est le cas aussi d'autres plantes comme  Pennisetum glaucum (mil à chandelle), Cenchrus echinatus,  Heteropogon triticeus et Panicum maximum,.

## Symptômes
L'infection par les champignons du genre Claviceps attaque les fleurs et plus précisément l'ovaire, avant la pollinisation, en pénétrant par les stigmates pendant la courte période où ils sont réceptifs. Dès que l'ovaire a été fertilisé par le pollen, il résiste généralement à l'infection.
L'ovaire infecté est transformé en une masse mycélienne tendre, blanchâtre, la sphacélie, qui se convertit plus tard, dans des conditions plus sèches, en une masse dure compacte appelée sclérote.
Le signe externe le plus visible de la maladie, qui apparaît quelques jours après le début de l'infection, est l'exsudation au niveau des fleurs infectées d'un miellat, liquide visqueux, collant et sucré, d'où le nom de « maladie sucrée » parfois donné à cette maladie. Ce miellat, d'abord incolore et transparent, puis de couleur jaune ambrée, s'écoule souvent sur les feuilles et sur le sol.
En cas d'infection importante, les panicules atteintes, envahies par un miellat abondant, peuvent être distinguées de loin. Elles peuvent être  blanchâtres lorsque le miellat est nouveau, et virer au noir lorsque le miellat est colonisé par des champignons saprophytes (fumagine), favorisés par l'humidité, notamment par Cerebella andropogonis, qui produit une grosse masse noire, enroulée, dissimulant les sphacélies,.
Dans des conditions humides, avec un taux d'humidité relative supérieur à 90 %, le champignon de l'ergot produit des conidies (ou conidiospores) secondaires à la surface du miellat, formant une sorte d'écume blanche ou pulvérulente. Cette excroissance blanche couvre la surface du miellat partout où elle est présente, aussi bien sur les panicules, que sur les feuilles et le sol. Ces spores secondaires sont rapidement disséminées par le vent.
Par temps chaud et sec, le miellat se dessèche, formant une croûte cassante, dure, blanche sur les panicules et à la surface des feuilles.

## Distribution
L'aire de répartition de l'ergot du sorgho est actuellement la suivante :
- Claviceps africana :  Asie (Inde, Japon, Thaïlande, Yémen) ; Afrique (Afrique du Sud, Angola, Botswana, Burundi, Éthiopie, Ghana, Kenya, Lesotho, Malawi, Mozambique, Nigeria, Ouganda, Rwanda, Sénégal, Tanzanie, Zambie, Zimbabwe) ; Amérique du Nord (Mexique, États-Unis - Floride, Géorgie, Kansas, Mississippi, Nebraska, Oklahoma, Texas) ; Amérique centrale et Caraïbes (République dominicaine, Haïti, Honduras, Jamaïque, Porto Rico) ; Amérique du Sud (Argentine, Bolivie, Brésil - Goiás, Minas Gerais, Santa Catarina, Sao Paulo -, Colombie, Paraguay, Uruguay, Venezuela) ; Australie (Nouvelle-Galles du Sud, Queensland)[5].
- Claviceps sorghi : centre et sud de l'Inde (Andhra Pradesh, Karnataka, Maharashtra), sud-est asiatique (Birmanie, Thaïlande, Viêt Nam) ; présence signalée, mais non confirmée à Taïwan)[9].
- Claviceps sorghicola : Japon (Honshū, Kyūshū, Shikoku)[3].

La maladie est présente dans tous les pays grands producteurs de sorgho, à l'exception notable de la Chine et de la Russie.

### Expansion
L'ergot du sorgho était initialement confiné à l'Asie (Claviceps sorghi : sous-continent indien, et Claviceps sorghicola : Japon) et à l'Afrique (Claviceps africana). Depuis 1995, la maladie s'est répandue en dehors de son aire originelle. Elle a été observée, avec comme agent pathogène Claviceps africana, en Amérique du Sud, d'abord en 1995 au Brésil où elle s'est rapidement installée dans le centre et le sud du pays, puis en 1996 de l'Argentine au Venezuela, et dans certaines régions de l'Australie (dans le sud du Queensland), ensuite en 1997 au Mexique, au Honduras et dans les Antilles (y compris Porto Rico), et pour la première fois aux États-Unis, au Texas, et plus tard dans la plupart des zones de culture du sorgho dans le sud du pays,.